# Feudos Imperiales

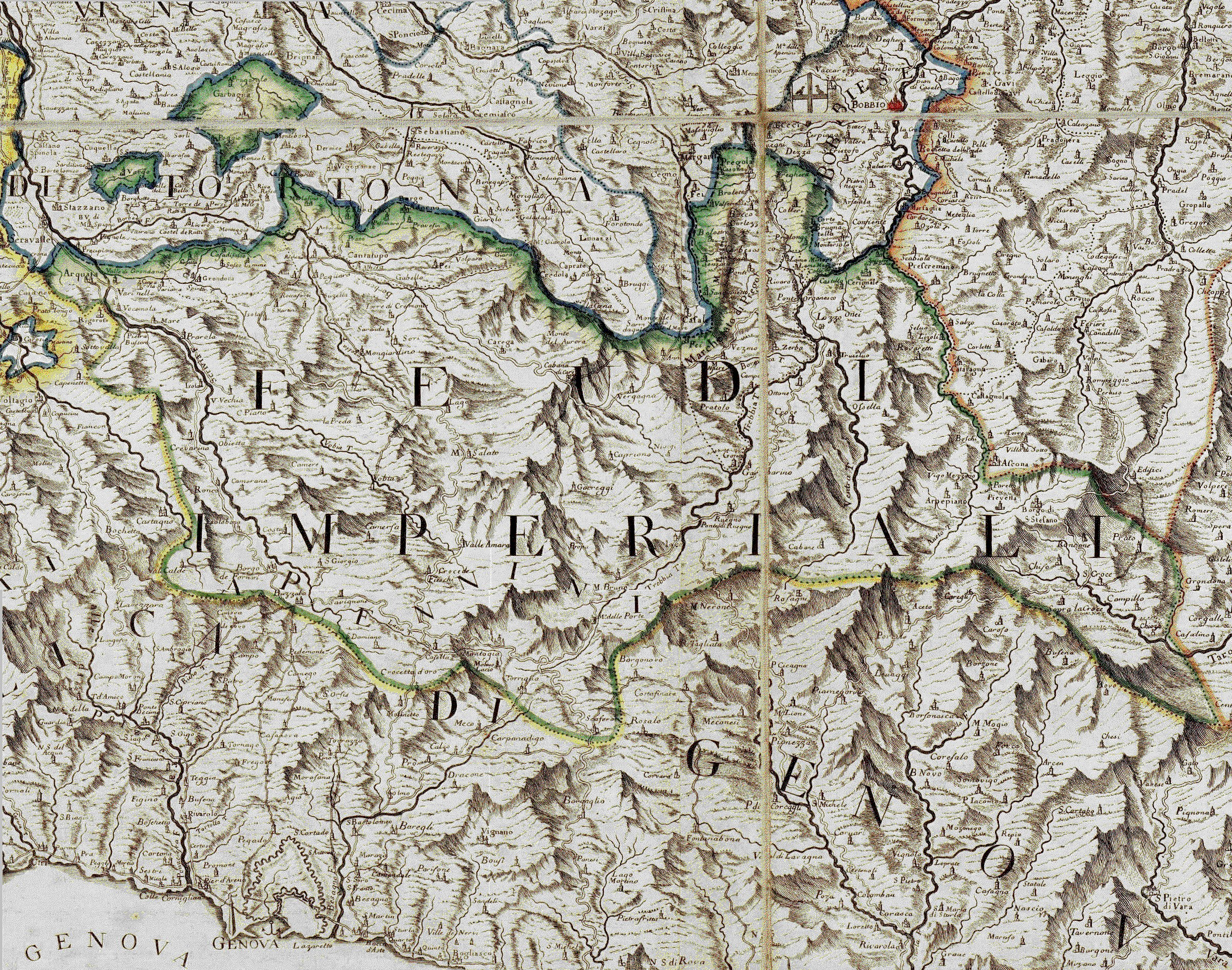
Los feudos imperiales al norte de Génova (del mapa de Borgonio,)

Con el término de feudos imperiales se conoce convencionalmente a todos los territorios sujetos (hasta la invasión napoleónica) al Sacro Imperio Romano Germánico.[cita requerida]
De forma específica el término es utilizado para definir históricamente una serie de minúsculos territorios, residuos de antiguos señoríos feudales, que sobrevivieron hasta el siglo XVIII, diseminados a lo largo de la Liguria, el Piamonte y la Toscana, en la actual Italia.

## Origen
El reino carolingio de Italia sentó las bases del feudalismo germánico, en particular modo en las regiones septentrionales, mientras la autoridad papal, después de la caída de los Hohenstaufen, fue capaz de controlar la Italia meridional y gran parte de los territorios pontificios que de las Marcas llegaban hasta la Romaña. La autoridad imperial se debilitó con la llegada de los Comunes Libres (o ciudades libres) primero y de los Señoríos después. Muchos estados italianos continuaban, sin embargo, manteniendo una relación de vasallaje con el Imperio, entre los cuales no se contaban la República de Venecia, los Estados Papales y los reinos de Nápoles, Sicilia y Cerdeña. Estos feudos imperiales, formalmente dependientes del emperador, estuvieron en vigos hasta las aboliciones napoleónicas de julio de 1797.

## Localización
La Italia centro-septentrional, al norte de los Estados Pontificios excepto la República de Venecia, formaba parte del Sacro Imperio Romano Germánico. Los varios señores que en la Edad Media se dividían estos territorios ejercían el poder, al menos formalmente, por delegación o investidura del emperador en calidad de feudatarios. El mismo instrumento de la investidura imperial fue utilizado para legalizar los señoríos ciudadanos y los sucesivos principados del Renacimiento.
También los mayores estados italianos, nominalmente súbditos del Imperio hasta el siglo XVIII, fueron formalmente feudos imperiales, o agregados de éste: desde el mayor de ellos, el Gran Ducado de Toscana, a los feudos que formaban el Estado de Milán (el ducado de Milán, el principado de Pavía, el condado de Cremona, etc); los estados de la Casa de Saboya (el Ducado de Saboya, el ducado de Aosta, el principado del Piamonte, el condado de Asti, etc); el Monferrato, los ducados de Parma y Plasencia, el estado pallavicino; y, así, hasta los pequeños principados padanos como (el ducado de Guastalla, el principado de Correggio, etc); los cuales fueron poco a poco absorbidos por los estados más grandes.
Existían además, especialmente sobre los montes ligures y sobre las colinas del Bajo Piamonte, un nutrido grupo de antiquísimos feudos, nacidos de la disgregación de los antiguos marquesados de los Alerámicos y de los Obertengos que, gracias a su posición geográfica, consiguieron sobrevivir durante un período mucho más largo, sobrepasando la Edad Media (el período de máxima expresión de este tipo de institución) y llegando hasta el fin de la autoridad imperial. Para estos estados, la investidura imperial era más que nada una cuestión formal, ya que solo la protección imperial podía garantizar la autonomía de entidades políticas tan débiles.
Cuando se constituyeron los principados del Renacimiento, muchos de los feudos sucumbieron, pero otros, bajo la protección de los Habsburgo(que detentaban la corona imperial, así como la de España y Austria) que dominaban Italia, consiguieron sobrevivir e incluso conocer un nuevo esplendor durante el siglo XVIII, cuando la casa imperial tuvo el dominio directo del Ducado de Milán y, trámite sus vasallos de los feudos imperiales, podían ejercer un mayor control de la zona de los Apeninos.

## Situación durante elsigloXVIII
Desde el último decenio del siglo XVII, la corte de Viena había llevado a cabo una política de relanzamiento de su poder imperial en Italia. Las razones derivan de un programa habsbúrguico de naturaleza política, estratégica y económica: las regiones lombardas, piamontesas y toscanas figuraban entre las más ricas de todos los territorios imperiales y económicamente estaban bien predispuestas y por ello eran muy apetecibles para los emperadores, de hecho, según algunos cronistas de la época, Italia era considerada como "las Indias del Imperio".
En algunas zonas, la figura de los vicarios imperiales, al menos formalmente, nunca había desaparecido. En Toscana, después de las conquistas de Florencia durante el siglo XIV, el oficio de vicario se trasladó de la sede de San Miniato al Tedesco a los marqueses Malaspina de Fosdinovo, que mantuvieron el cargo hasta el fin del Antiguo Régimen.
El emperador Leopoldo I de Habsburgo perseguía de esta forma una política de recuperación de las tierras italianas para contrarrestar la expansión geográfica y económica de la Francia e Luis XIV, Por su parte, muchos señores locales, tras un edicto imperial, se apresuraron a hacer reconocer sus territorios como feudos imperiales para así conseguir una mayor tutela política e independencia frente a los estados mayores limítrofes. Como consecuencia de estos hechos, se agudizaron las tensiones entre la corte de Viena y la Santa Sede, debido también a la naturaleza jurídico-feudal de Comacchio y Carpegna, que formaban parte de los Estados de la Iglesia.
Los feudos imperiales en Italia pueden ser divididos en dos categorías:
- los feudos soberanos que gozaban de autonomía política y tenían una relación formal directa con el emperador (feudos inmediatos), con la connotación de varios estados soberanos;
- los feudos bajo el protectorado de otros estados, semi-soberanos y otros que estaban sometidos a la potestad directa de un soberano del cual eran vasallos (príncipe intermediario entre el feudatario y el emperador).

Formaban parte del primer grupo, los ducados de Saboya y Aosta, cuyos soberanos, los duques de Saboya, y desde 1713 reyes, continuaban siendo formalmente vasallos del Imperio con derecho de asiento y voto en la Dieta Imperial de Ratisbona. No obstante, los duques habían recibido numerosos feudos imperiales (Monferrato, Novara, el Vigevanasco, la Lomellina, Voghera, las Langas y Tortona), no reconocieron más la relación de vasallaje con el Imperio, no enviando incluso sus propios diputados a la Dieta, ni pagando la tasa de la matrícula al erario imperial. Tal afirmación de la propia autonomía y de soberanía fueron desde 1738 repetida y decididamente sostenidas por una serie de procedimientos y decretos legislativos-administrativos que tenían como objetivo garantizar la potestad real contra la resistencia más o menos oculta del gobierno milanés, bajo cuya jurisdicción y fisco estaban, hasta entonces, los feudos de las Langas antes de su cesión a los Saboya.
Casos particulares fueron la Toscana y el Estado de Milán (Milán, Pavía, Cremona, Mantua, Sabbioneta, etc). Estos estados, además de ser feudos imperiales, encontrándose en una situación de unión personal con el emperador y Austria, eran gobernados por representantes directos del emperador (gobernadores generales para Milán y presidentes del consejo de regencia para la Toscana de 1737 a 1765). El estado milanés con sus dependencias se había reducido sensiblemente en extensión territorial con la cesión de vastas provincias al oeste del Ticino.
El Ducado de Mantua había sido adjudicado al emperador después de que el último duque soberano de la casa Gonzaga-Nevers hubiese sido desposeído por felonía. Con la anexión del ducado se completó el cerco austríaco a la República de Venecia, secular antagonista por el dominio de la región. La corte de Viena estaba determinada a mantener fuerte su presencia en la Italia septentrional: desde el último decenio del siglo XVII, el pequeño principado de Castiglione delle Stiviere estaba ocupado por tropas austríacas pese a las protestas de los duques pertenecientes a una de las líneas de la familia Gonzaga.
Un caso aparte era la República de Génova, que formalmente estaba todavía ligada como feudo al Imperio, tanto por el estado genovés como por el Marquesado de Finale, adquirido en 1713 y administrado autónomamente del resto de la república.
El Ducado de Massa y Carrara, como consecuencia del matrimonio de la última duquesa con el príncipe hereditario del Módena, se liga política y económicamente al ducado, feudo imperial y, a su vez, aliado de la política imperial y austríaca, que veía de esta forma realizado el sueño de tener una salida al Mediterráneo a través del puerto de Avenza.
Lucca, república oligárquica, continuaba viviendo de los pocos ingresos provenientes, ya residualmente, de las antiguas riquezas comerciales y si se mantenía todavía independiente frente a Toscana, era gracias a su estatus de feudo imperial formal y secularmente aliado del Imperio.
Finalmente la Toscana: el gran ducado, con la extinción de la familia de los Médici, volvió en 1737 a ser un feudo directo del Imperio y bien alodio del emperador Carlos VI, como compensación por la pérdida del Ducado de Lorena, cuya hija María Teresa se había unido en matrimonio con el último duque, Francisco Esteban de Lorena. La Toscana, sin embargo, no tendrá un propio soberano efectivo, ya que el gran duque titular, Francisco Esteban, se convirtió en emperador, hasta 1765, cuando comenzó a ser gobernada por el nuevo y efectivo gran duque, Leopoldo que, desvinculándose de las injerencias de su madre María Teresa y de la corte imperial, liberará a la Toscana de su relación formalmente feudal con el Imperio.
En el siglo XVI, con el reparto de la herencia del emperador Carlos V, todo el sur de Italia, con el Reino de Nápoles a la cabeza, pasaron a depender de la Corona española, perdiendo toda relación con el Imperio.
Junto a los feudos históricamente documentables como imperiales, se verifican injerencias arbitrarias y de dudosa legitimidad: éste fue el caso del Ducado de Parma y Plasencia, cuya constitución era de claro origen papal, habiendo sido creado ad hoc para favorecer a la familia Farnese.
Pertenecen a la segunda categoría de feudos una multitud de pequeños estados que, en su relativa independencia, se encontraban ligados políticamente, también como protectorados, a los estados más potentes e subsistieron durante pocos decenios gracias a la protección del emperador. Entre ellos se pueden nombrar los numerosos marquesados de los Malaspina, último residuo de gran patrimonio territorial de esta antiquísima familia que se extendía por todo el arco apenínico desde los Alpes Alpuanos a las Langas piamontesas. Entre éstos cabe destacar los marquesados de Fosdinovo, cuyos soberanos continuaban ostentando el título de vicario imperial en Italia, y el de Mulazzo, que durante la Baja Edad Media se caracterizó por el mecenazgo de sus señores, que hospedaron a artistas y poetas como Dante Alighieri. Para los otros la supervivencia estaba ligada a los vínculos políticos que tenían con la Toscana, Módena y Génova.
Otro grupo de estados que todavía revestían el estatus de feudos imperiales estaba constituido por en condado de Vernio (de los condes Bardi) y de Santa Maria del Monte (de los Bourbon del Monte di Sorbello y de Petrella). Particular relevancia tuvieron después los condados de Carpegna, a causa de su posición estratégica: situadas en el Montefeltro, en los confines de la Toscana con los Estados Papales. Los dos condados eran la herencia derivada de la extinción de los condes de Carpegna, declarados a finales del siglo XVII vasallos del Imperio y elevados a príncipes de Bascio. Tal situación legitimó al emperador a poner en duda a los herederos, que no tenían su consentimiento de aceptación y reconocimiento, así como la intervención militar y la consiguiente ocupación en calidad tanto de emperador como de gran duque (habiendo sido declarada la república florentina, trámite acuerdo, heredera de jure en caso de extinción de la casa de Carpegna) con las lógicas respuesta de las cortes de Roma y de los Borbones.
Entre los otros estados existentes, solo sobre la carta, cabe destacar el principado de Castiglione delle Stiviere, ocupado por los Habsburgo de Austria a finales del siglo XVII, a pesar de que la línea local de los Gonzaga reivindicase sus derechos a hasta su definitiva cesión 1773, el principado de Soragna, di facto bajo el protectorado de los duques de Parma y Plasencia, los marquesados de Montemarzino, cedido por los Spínola a los Saboya en 1753, de Oramala, Piumesana, Valverde y Santa Margherita dei Malaspina, el condado de Bobbio y Zavattarello dei dal Verme (las llamadas "jurisdicciones separadas"), los señoríos de Cecima y San Ponzio, de Bagnaria, todos bajo el protectorado más o menos amplia concedida por los Saboya, los señoríos imperiales de Balestrino pertenecientes a los marqueses Del Carretto bajo protectorado genovés y de Maccagno inferior perteneciente a los condes Borromeo bajo patronato austríaco.

## Piamonte
Muchos feudos piamonteses fueron suprimidos en 1738 con la Paz de Viena y cedidos a los Saboya (Tortona, Voghera, Castelnuovo Bormida, Castelnuovo Scrivia, Capriata d'Orba, Francavilla Bisio, Montaldeo, Mornese Arquata Scrivia, Isola Cantone, Ronco Scrivia hasta llegar al Po y hacia occidente a Carcare, Millesimo y Ceva).
Una posición de parcial autonomía continuaron gozando las llamadas "jurisdicciones separadas del Oltrepò", que entraron a formar parte de las provincias saboyanas de Voghera y de Bobbio en 1748; estaban constituidas por el condado de Bobbio, Zavattarello, perteneciente a los condes del Verme, y por diversos marquesados de la familia Malaspina:
- marquesado de Fortunago, Gravanago, Montepicco, Sant'Eusebio, Stefanago, Staghiglione: marqueses Malaspina 1540-1797;
- señorío de Montesegale y Castignoli: Gerolamo Gambarana 1753-1797;
- señorío de Torre del Monte: condes Dàttili, Paleari;
- marquesado de Godiasco, Pianocozzo, Trebbiano: marqueses Malaspina de Oramala, de Valverde y Sant'Albano, de Piumesana, condes d'Adda, Ghislieri;
- marquesado de Varzi: marqueses Malaspina;
- marquesado de Sagliano: marqueses Malaspina;
- marquesado de Valverde y Sant' Albano: marqueses Malaspina;
- marquesado de Santa Margherita: marqueses Malaspina;
- marquesado de Pregola: marqueses Malaspina;
- marquesado de Bosmenso y Monteforte: marqueses Malaspina;
- marquesado de Piumesana: marqueses Malaspina.

## Emilia
Un grupo de pequeños estados fue absorbido a partir del siglo XVI por los dos mayores señoríos de la región (el Ducado de Parma y el Ducado de Módena). En el curso de dos siglos irán progresivamente desapareciendo los pequeños ducados y principados de la zona baja del Ducado de Parma (estado de Aucia de los Pallavicini, el marquesado de Soragna) mientras en el de Módena (el Ducado de Mirandola, los principados de Carpi, Correggio, San Martino in Rio y els condados de Novellara y de Rolo).

## Liguria
También Génova, pese a estar libre de los gravámenes feudales, era considerada directamente dependiente del Imperio como ciudad hanseática. Solo con el pago de 300.000 florines y tratos bastante complicados, Génova obtuvo hacia 1640 el no ser más denominada "civitas et camera nostra imperialis" en los documentos de investidura de algunos feudos ligures.
En el periodo de mayor debilidad imperial, después de la caída de los Hohenstaufen, Génova había incorporado sin problemas a sus dominios amplios territorios de los marqueses alerámicos y orbetengos. El reconocimiento explícito de la dependencia feudal del Imperio se mantuvo solo para un cierto número de feudos anexionados a partir de 1343, entre los que destacaban: Arenzano, Cogoleto, Masone, Lavagna, Voltaggio y por último Busalla, cedido por los Spínola en 1728.
Resistieron como enclaves dentro de las fronteras de la misma Génova el marquesado y después principado (1760) de Torriglia dei Doria, y los de Campofreddo ligure, Savignone y Crocefieschi.
Al norte de Génova se encontraba el más vasto y compacto grupo de feudos imperiales, aunque la mayoría era de origen malaspeniano, pero que pasaron mayormente a manos de las mayores familias genovesas: los Fieschi, los Doria y los Spínola. Se trataba de señoríos y marquesados que pasaron durante la primera mitad del siglo XVIII a manos de los Saboya o de Génova (Albera como inmunidad eclesiástica , Rocchetta ligure, Cabella, Montessoro, Carrega, Mongiardino, Santo Stefano d'Aveto, Rezzoaglio, Novi, Ovada, etc.).
Comprendían toda la vertiente padana de la actual provincia italiana de Génova y algunos territorios de las provincias adyacentes de Alessandria, (con Arquata Scrivia, Grondona, Vargo, Cecima e San Ponzio, Bagnaria, Fabbrica al Curone, Carrosio,